# Jean Jodin
Jean Jodin (Ginevra, 12 giugno 1713 o 1715 – Parigi, 3 marzo 1761) è stato un orologiaio svizzero.

## Biografia
Erede di una dinastia di orologiai ugonotti di Ginevra, Jean era figlio di Louis Jodin e della parigina Marie-Charlotte Lenoir, anch’essa figlia di un orologiaio (Jean-Baptiste Le Noir, 1702-1780). Pure il fratello Pierre seguì le orme paterne.
Stabilitosi a Parigi verso il 1732, Jean Jodin continuò la sua formazione presso lo zio materno Jean-Baptiste Dutertre. Nel 1734 sposò Marie-Madeleine Dumas Lafauzes, anch’essa proveniente da una famiglia di rifugiati calvinisti, da cui nel 1741 ebbe una figlia, Marie-Madeleine.
Sempre nel 1734 aprì un laboratorio in rue de Seine, ma gli fu negata la possibilità di entrare nella corporazione parigina degli orologiai, probabilmente a causa delle sue origini svizzere. Contro questo divieto intentò un’azione legale: nel 1758 le sue ragioni furono riconosciute e divenne ufficialmente “maestro orologiaio”.
Dal 1748 al 1757 diresse la manifattura di Jean-Baptiste Baillon de Fontenay a Saint-Germain-en-Laye. 
Nel 1754 presentò a re Luigi XV e all’Académie des Sciences un orologio automatico in grado di funzionare un mese intero senza ricarica. Costruì anche un orologio a due pendoli. Si deve a lui, inoltre, la prima intuizione dell’isocronismo del bilanciere a spirale, una delle più importanti conquiste dell’orologeria, di cui Ferdinand Berthoud de Neuchâtel avrebbe dimostrato il principio e definito la teoria.
Legato a Denis Diderot da un’amicizia pluriennale, collaborò all’Encyclopédie.
Morì senza un soldo, mentre il suo datore di lavoro Baillon de Fontenay aveva accumulato un'ingente fortuna.

## Opere
Les échappemens à repos comparés aux échappemens à recul; avec un mémoire sur une montre de nouvelle construction ..., Parigi, chez Ch. A. Jombert, 1754